# 卢卡·马佐内
卢卡·马佐内（義大利語：Luca Mazzone，1971年5月3日—），意大利男子自行车、游泳运动员。他曾代表意大利参加2000年、2004年、2008年、2016年和2020年夏季残疾人奥林匹克运动会，获得三枚金牌、五枚银牌和二枚铜牌。